# Прото тип
Прото тип (често стилизовано као прото тип) српска је музичка група из Београда. Жанровски се најчешће сврстава у алтернативни рок, нојз рок и пост-панк.

## Чланови

### Садашњи
- Никола Чучковић — гитара, вокал
- Дамјан Неделков [а] — гитара
- Лара Старчевић — бас-гитара[2]
- Данило Илић [б] — бубањ, удараљке, синтесајзер

### Бивши
- Вук Кнежевић — бас-гитара, вокал
- Вукашин Радић — бубањ
- Никола Бугарчић — бас-гитара, вокал
- Павле Димитријевић [в] — бас-гитара, вокал

## Дискографија

### Студијски албуми
- С ивице сањања (2023)

### Мини-албуми
- Страх од извесног (2017)

### Учешћа на компилацијама
- Хали Гали компилација (2019) — песма Пад
- Хали Гали #2 (2024) — песма Жеље[4]

## Награде и номинације
- Награда Милан Младеновић

| Година | Номиновано дело | Исход      | Изв.  |
| ------ | --------------- | ---------- | ----- |
| 2022.  | Крећем се       | Номинација | [ 5 ] |

- Награде Рунда

| Година | Категорија    | Номиновано дело       | Исход      | Изв.  |
| ------ | ------------- | --------------------- | ---------- | ----- |
| 2023.  | Најбољи албум | С ивице сањања        | Номинација | [ 6 ] |
| 2023.  | Најбољи сингл | Све што боли проћи ће | Номинација | [ 6 ] |